# Platomysia rugosa
Platomysia rugosa is een tweekleppigensoort uit de familie van de Lasaeidae. De wetenschappelijke naam van de soort is voor het eerst geldig gepubliceerd in 1951 door Habe.